# Wimbledon (Regne Unit)

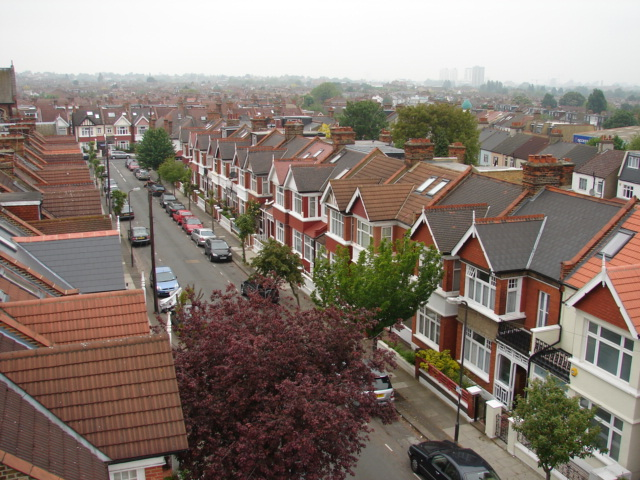
Carretera de Strathmore, Wimbledon.

Wimbledon és un barri situat al sud-oest de Londres. Ocupa una part del municipi de Merton i és a 11 km de Charing Cross. Londres identifica aquesta zona com un dels trenta-cinc centres del Gran Londres. Durant tot el segle XX –i també ara–, Wimbledon ha estat mundialment conegut pel torneig de tennis que s'hi disputa anualment, el campionat de Wimbledon. La zona residencial es divideix en dues seccions, conegudes com el poble i la ciutat; poble fa referència al nucli antic del barri, d'origen medieval, i ciutat, a la part moderna de Wimbledon.

## Etimologia
El nom de Wimbledon vol dir turó de Wyinnman, amb el sufix final -don, que prové de l'anglès antic dun, que significa turó.